# 문체반정
문체반정(文體反正)은 조선 정조가 당대에 연암 박지원의 《열하일기》와 같이 참신한 문장들을 패관소품이라 규정하고, 기존 고문(古文)들을 모범으로 삼아야 한다고 하여 일으킨 사건이다.

## 발단
개혁군주라고 하는 정조가 새롭게 유행하는 소품체 문체를 걱정하며 고전의 문체로 돌아가라고 신하들과 선비들에게 명했다. 이를 위해서 정조는 규장각을 설치하고, 패관소설과 잡서 등의 수입을 금하였으며, 중국의 고문들을 신간하였다. 이에 대해서 정조가 책과 사상을 탄압하는 등 보수적인 면모라고 평가하는 주장도 있는 반면에, 단순히 정조가 남인의 천주교 신자들에 대한 노론의 공격을 방지하기 위해 박지원을 볼모로 삼기 위한 정치적인 노림수였다는 주장이 있다.

## 경과
정조는 문체반정으로 인해 5년 뒤에 김조순에게 자송문을 쓰게 한다. 김조순은 자송문을 정조의 마음이 흡족하게 잘 써냈다. 그 덕분에 김조순은 정조로부터 신임을 얻어 순조롭게 출세길에 들어설 수 있었다. 결국, 정조 사후에 안동김씨 세도정치를 시작한 인물이 되었다. 사실 자유로운 문체에 대해 매력을 느낀 사람들은 성리학의 규범을 따르고자 한 노론의 세력보다는 새로운 학문에 관심이 많은 남인의 세력일 것이라고 짐작을 했다. 하지만 결과는 그 반대였다.
정조의 문체반정에 저항했던 인물로 박지원과 이옥을 꼽고 있다. 박지원은 집안이 어려워서 늦은 나이에 글을 배우게 된다. 덕분에 그의 글은 다른 사람들보다 고전 문체에서 자유로울 수 있었다. 정조는 박지원에게도 자송문을 쓰게 시켰다. 하지만 박지원은 너무 죄가 커서 자송문을 쓸 수 없다고 거부했다. 이옥은 과거에서 장원했지만 소품체 문체를 쓴 것을 정조가 찾아 꼴찌로 처리하였다. 하지만 이옥은 소품체 문체를 버리지 않고 결국 벼슬 길에도 오르지 않았다.

## 같이 보기
- 박지원

## 참고 문헌
- 「정조의 문예사상과 규장각」, 문체반정(文體反正), 정옥자 저, 효형출판(2001년, 59~72p)
- 「고전문학과 여성주의적 시각」, 이옥, 문체반정과 여성 되기, 조현설 저, 소명(2003년, 231~286p)